# ダリル・アンカ
ダリル・アンカ（Darryl Anka, 1951年10月12日 - ）は、特殊効果デザイナー、チャネラーである。特殊効果デザイナーとしては、ハリウッドでヴィジュアル・エフェクトの仕事をしていた。手がけた主な作品は、「スター・トレック」「アイ、ロボット」「パイレーツ・オブ・カリビアン」「ダイ・ハード4.0」「アイアンマン」など。
1973年にロサンゼルスでUFOを目撃したことをきっかけにチャネリングができるようになったとしており、地球外知的生命体バシャール(BASHAR)と交信しているとして、その内容をまとめて出版している。1987年に初来日し、日本の精神世界・ニューエイジを信奉する人々の間で著作が流行した。

## バシャールの概要
地球から約500光年離れたオリオン座近くの惑星エササニ（Essassani）に住んでいて、個人ではなく複数の意識が合わさったような存在。
エササニは物理的に不可視だという。
エササニ星人は言葉や名前を持たず、テレパシーで意思の疎通をするという。
バシャールという名前は本名ではない。チャネラーのダリルがアラブのバックグラウンドを持つことに由来して、バシャール自らが名付けた。「バシャール」はアラビア語で指揮官、存在、メッセンジャーといった意味を持つ。また、ダリルはバシャールの過去世であると発言している。

### 思想、発言
ワクワク
日本語版では「excite, excitement, exciting」などが「ワクワク、ワクワクする」と意訳されており、バシャールの提言は「ワクワクすることをしよう」と訳されている。バシャールによれば、「ワクワクする」というのは「人生の中で真の自分を表現することの出来る波動」を表し、その波動は同じような波動を引き寄せるという。自分のワクワクする気持ち（興奮する気持ち）に従って生きることが人生の目的であるとも発言している。
並行世界と選択
人間は何かを決断（選択）するたびに、その決断をした地球に意識のフォーカスを合わせているということ。この世に偶然やアクシデントと呼ばれるようなものは一切なく、全ては自分が引き寄せた結果であると語っている。（参考：ニューソート）
無時間
バシャールによれば、時間や時間の連続性といったものは人間が作り出した概念（思い込み）で、過去や未来などあらゆる時間が「いま、ここ」に同時に存在しているという。
豊かさ
バシャールは豊かさを「やる必要のあることを、やる必要があるときに、やる能力」と定義している。

## 書籍
刊行されている書籍の著者名にはダリル・アンカだけでなくバシャールの名も記されている。
- 『BASHAR 宇宙存在バシャールからのメッセージ』VOICE、1987年12月。ISBN 978-4900550001。
- 『BASHAR 2 宇宙存在バシャールが語る進化への道』VOICE、1989年7月。ISBN 4900550035。
- 『BASHAR 3 宇宙存在バシャールが語る新しい現実』VOICE、1990年11月。ISBN 4900550027。
- 関野直行 訳『ニュー・メタフィジックス―世界を創る意識の力学』VOICE、1991年9月。ISBN 4900550043。「バシャール」が故マーゴ・チャンドリー博士に語ったすべてを収録。
- 関野直行 訳『バシャール・ペーパーバック1―ワクワクが人生の道標となる』VOICE新書、2002年11月1日。ISBN 978-4899760344。
- 関野直行 訳『バシャール・ペーパーバック2―人生の目的は「ワクワク」することにある』VOICE新書、2002年12月1日。ISBN 978-4899760467。
- 関野直行 訳『バシャール・ペーパーバック3―ワクワクするとき、ひとはもっとも多く学ぶ』VOICE新書、2003年2月1日。ISBN 978-4899760498。
- 関野直行 訳『バシャール・ペーパーバック4―ワクワクこそが、ひとを深くいやす力がある』VOICE新書、2003年2月1日。ISBN 978-4899760504。
- 関野直行 訳『バシャール・ペーパーバック5―望む現実を創る最良の方法はワクワク行動をすること』VOICE新書、2003年4月1日。ISBN 978-4899760542。
- 関野直行 訳『バシャール・ペーパーバック6―ワクワクを生きると自然に「いま」を生きられる』VOICE新書、2003年4月1日。ISBN 978-4899760559。
- 北村麻紀 訳『バシャール・ペーパーバック7―ワクワクとは、あなたの魂に打たれた刻印である』VOICE新書、2003年7月1日。ISBN 978-4899760597。
- くまり莞奈子 訳『バシャール・ペーパーバック8―ワクワク、それは人生に活力を与え続ける機関車』VOICE新書、2003年7月1日。ISBN 978-4899760603。
- 『BASHAR 2006 バシャールが語る魂のブループリント』VOICE、2006年2月17日。ISBN 978-4899760924。
- 『バシャール スドウゲンキ』VOICE、2007年11月23日。ISBN 978-4899762218。
- 『次の地球へ』』VOICE、2008年12月26日。ISBN 978-4899763123。
- 『バシャール×坂本政道 人類、その起源と未来』VOICE、2009年5月25日。ISBN 978-4899762355。
- 『未来は、えらべる！』VOICE、2010年3月31日。ISBN 978-4899762751。
- 関野直行 訳『BASHAR GOLD』VOICE、2011年4月22日。ISBN 978-4899762720。
- 『人生の奇跡を起こすバシャール名言集』VOICE新書、2012年7月26日。ISBN 978-4899763543。
- 『バシャールのワクワクの使い方・実践篇』VOICE新書、2014年7月25日。ISBN 978-4899764212。
- 『その名は、バシャール』VOICE、2016年3月4日。ISBN 978-4899764502。
- 『あ、バシャールだ! 地球をあそぶ。地球であそぶ。』VOICE、2016年11月28日。ISBN 978-4899764595。
- 『未来を動かす バシャールが新たに語る、「最高の人生」にシフトする方法。』VOICE、2017年6月22日。ISBN 978-4899764656。
- 『BASHAR 2017 世界は見えた通りでは、ない バシャールが語る、夢から覚めてありありと見る、世界の「新しい地図」。』VOICE、2017年11月8日。ISBN 978-4899764700。
- 『未来人に教えてもらった病気の秘密 　人類に病気がなくなる世界』VOICE、2018年6月13日。ISBN 978-4899764786。

## 映画
『ファーストコンタクト』（2016年）ダリル・アンカがバシャールとの出会いを振り返ったドキュメンタリー映画。監督・脚本 ダリル・アンカ。出演 ジェームズ・ウッズ。